# Lista över städer i Schleswig-Holstein
Här listas alla orter i det tyska förbundslandet Schleswig-Holstein som har eller har haft stadsprivilegier.
| Stad                  | Distrikt (Kreis) 2006 | Landsdel 1996 | Köping sedan -till | Stad sedan     | Folk- mängd 2006 |
| --------------------- | --------------------- | ------------- | ------------------ | -------------- | ---------------- |
| Ahrensburg            | Stormarn              | Holstein      |                    | 1949           | 30.167           |
| Arnis                 | Schleswig-Flensburg   | Slesvig       | 1667               | 1934           | 313              |
| Bad Bramstedt         | Segeberg              | Holstein      | före 1910          | 1910           | 13.271           |
| Bad Oldesloe          | Stormarn              | Holstein      |                    | 1238           | 24.019           |
| Bad Schwartau         | Ostholstein           | Holstein      | 1720               | 1912           | 19.728           |
| Bad Segeberg          | Segeberg              | Holstein      |                    | 1244 ?         | 15.023           |
| Bargteheide           | Stormarn              | Holstein      |                    | 1970           | 13.885           |
| Barmstedt             | Pinneberg             | Holstein      | 1737               | 1898           | 9.433            |
| Bredstedt             | Nordfriesland         | Slesvig       | 1510               | 1910           | 5.204            |
| Brunsbüttel           | Dithmarschen          | Holstein      |                    | 1970           | 13.816           |
| Büdelsdorf            | Rendsburg-Eckernförde | Slesvig       |                    | 2000           | 10.242           |
| Eckernförde           | Rendsburg-Eckernförde | Slesvig       |                    | minst1302      | 23.162           |
| Elmshorn              | Pinneberg             | Holstein      | 1737               | 1870           | 48.386           |
| Eutin                 | Ostholstein           | Holstein      | 1143               | 1257           | 17.093           |
| Fehmarn               | Ostholstein           | Holstein      | -                  | 2003           | 12.813           |
| Flensburg             | -                     | Slesvig       |                    | före 1284      | 85.955           |
| Friedrichstadt        | Nordfriesland         | Slesvig       |                    | 1621           | 2.496            |
| Garding               | Nordfriesland         | Slesvig       |                    | 1590           | 2.713            |
| Geesthacht            | Lauenburg             | Holstein      |                    | 1924           | 29.464           |
| Glinde                | Stormarn              | Holstein      |                    | 1979           | 16.093           |
| Glücksburg            | Schleswig-Flensburg   | Slesvig       | 1842               | 1870           | 5.984            |
| Glückstadt            | Steinburg             | Holstein      |                    | 1617           | 11.909           |
| Heide                 | Dithmarschen          | Holstein      | 1765               | 1870           | 20.660           |
| Heiligenhafen         | Ostholstein           | Holstein      |                    | 1262           | 9.266            |
| Husum                 | Nordfriesland         | Slesvig       | 1465-1472          | 1608           | 20.884           |
| Itzehoe               | Steinburg             | Holstein      |                    | 1238           | 33.285           |
| Kaltenkirchen         | Segeberg              | Holstein      |                    | 1973           | 19.540           |
| Kappeln               | Schleswig-Flensburg   | Slesvig       | 1846               | 1870           | 9.807            |
| Kellinghusen          | Steinburg             | Holstein      | 1740               | 1877           | 8.024            |
| Kiel                  | -                     | Holstein      |                    | 1242           | 229.715          |
| Krempe                | Steinburg             | Holstein      |                    | 1250           | 2.447            |
| Lauenburg             | Lauenburg             | Holstein      |                    | 1260           | 11.737           |
| Lübeck                | -                     | Holstein      |                    | 1143           | 213.983          |
| Lütjenburg            | Plön                  | Holstein      |                    | 1275           | 5.710            |
| Marne                 | Dithmarschen          | Holstein      |                    | 1891           | 6.024            |
| Meldorf               | Dithmarschen          | Holstein      | 1598-              | 1259-1559 1869 | 7.729            |
| Mölln                 | Lauenburg             | Holstein      |                    | 1224           | 18.494           |
| Neumünster            | -                     | Holstein      |                    | 1870           | 78.508           |
| Neustadt in Holstein  | Ostholstein           | Holstein      |                    | 1244           | 16.366           |
| Niebüll               | Nordfriesland         | Slesvig       |                    | 1960           | 8.607            |
| Norderstedt           | Bad Segeberg          | Holstein      | -                  | 1970           | 73.419           |
| Nortorf               | Rendsburg-Eckernförde | Holstein      | 1861               | 1909           | 6.401            |
| Oldenburg in Holstein | Ostholstein           | Holstein      |                    | 1235           | 9.938            |
| Pinneberg             | Pinneberg             | Holstein      | 1826               | 1875           | 41.289           |
| Plön                  | Plön                  | Holstein      | före 1236          | 1236           | 12.990           |
| Preetz                | Plön                  | Holstein      | 1442               | 1870           | 15.822           |
| Quickborn             | Pinneberg             | Holstein      |                    | 1974           | 20.240           |
| Ratzeburg             | Lauenburg             | Holstein      |                    | 1261           | 13.671           |
| Reinbek               | Stormarn              | Holstein      |                    | 1952           | 25.636           |
| Reinfeld              | Stormarn              | Holstein      | 1840               | 1927           | 8.328            |
| Rendsburg             | Rendsburg-Eckernförde | Slesvig       |                    | 1235           | 28.469           |
| Schenefeld            | Pinneberg             | Holstein      |                    | 1972           | 17.852           |
| Schleswig             | Schleswig-Flensburg   | Slesvig       |                    | 1196           | 24.182           |
| Schwarzenbek          | Lauenburg             | Holstein      |                    | 1953           | 14.981           |
| Schwentinental        | Plön                  | Holstein      |                    | 2008           | -                |
| Tönning               | Nordfriesland         | Slesvig       |                    | 1590           | 5.026            |
| Tornesch              | Pinneberg             | Holstein      |                    | 2005           | 12.921           |
| Uetersen              | Pinneberg             | Holstein      | 1746               | 1870           | 18.782           |
| Wahlstedt             | Segeberg              | Holstein      |                    | 1967           | 9.510            |
| Wedel                 | Pinneberg             | Holstein      | 1786               | 1875           | 32.487           |
| Wesselburen           | Dithmarschen          | Holstein      | ~1600              | 1899           | 3.112            |
| Westerland            | Nordfriesland         | Slesvig       |                    | 1905           | 9.072            |
| Wilster               | Steinburg             | Holstein      |                    | 1283           | 4.444            |
| Wyk                   | Nordfriesland         | Slesvig       | 1706               | 1910           | 4.411            |

## Lista över tidigare städer i Schleswig-Holstein
| Stad             | Distrikt (Kreis) 2006 | Landsdel 1996 | Stad sedan - till | Folk- mängd 2006 | Anmärkning                |
| ---------------- | --------------------- | ------------- | ----------------- | ---------------- | ------------------------- |
| Brunsbüttelkoog  | Dithmarschen          | Holstein      | 1949-1970         |                  | blev del av Brunsbüttel   |
| Burg auf Fehmarn | Ostholstein           | Holstein      | 1200-talet-2003   |                  | blev del av Fehmarn       |
| Löwenstadt       |                       |               | 1158-             |                  | grundad av Henrik Lejonet |
| Lunden           | Dithmarschen          | Holstein      | 1529-1559         | 1.651            | blev kommun               |
| Travemünde       | -                     | Holstein      | ? - 1913          |                  | blev del av Lübeck        |